# Tephroseris besseriana
Tephroseris besseriana là một loài thực vật có hoa trong họ Cúc. Loài này được (Minderova) Czerep. miêu tả khoa học đầu tiên năm 1994.